# كول بند (مقاطعة دلفان)
كول بند (بالفارسية: کول بند) هي قرية تقع في قسم ايتيوند الجنوبي الريفي (مقاطعة دلفان) في إيران. يقدر عدد سكانها بـ 36 نسمة .